# FDJ-Suez/Saison 2023
Dieser Artikel beschreibt die Mannschaft und die Siege des Radsportteams FDJ-Suez in der Saison 2023.

## Mannschaft
| Teamkader 2023          | Teamkader 2023    | Teamkader 2023 | Teamkader 2023                 |
| Name                    | Geburtsdatum      | Land           | Vorheriges Team                |
| ----------------------- | ----------------- | -------------- | ------------------------------ |
| Loes Adegeest           | 7. August 1996    | Niederlande    | IBCT (2022)                    |
| Stine Borgli            | 4. Juli 1990      | Norwegen       | Keukens Redant (2019)          |
| Grace Brown             | 7. Juli 1992      | Australien     | Team BikeExchange (2021)       |
| Marta Cavalli           | 18. März 1998     | Italien        | Valcar-Travel & Service (2020) |
| Clara Copponi           | 12. Januar 1999   | Frankreich     | Bio Frais (2019)               |
| Eugénie Duval           | 3. Mai 1993       | Frankreich     |                                |
| Emilia Fahlin           | 24. Oktober 1988  | Schweden       | Wiggle High5 (2018)            |
| Maëlle Grossetête       | 10. April 1998    | Frankreich     |                                |
| Victorie Guilman        | 25. März 1996     | Frankreich     | DN 17 Poitou-Charentes (2015)  |
| Vittoria Guazzini       | 26. Dezember 2000 | Italien        | Valcar-Travel & Service (2021) |
| Marie Le Net            | 25. Januar 2000   | Frankreich     | Breizh Ladies (2018)           |
| Évita Muzic             | 26. Mai 1999      | Frankreich     | VC Morteau Montbenoit (2017)   |
| Cecilie Uttrup Ludwig   | 23. August 1995   | Dänemark       | Bigla (2019)                   |
| Gladys Verhulst-Wild    | 2. Januar 1997    | Frankreich     | Le Col-Wahoo (2022)            |
| Jade Wiel               | 2. April 2000     | Frankreich     | VC Morteau Montbenoit (2018)   |
|                         |                   |                |                                |
| Quelle: ProCyclingStats |                   |                |                                |

## Siege
| Siege    | Siege                                                           | Siege      | Siege  | Siege                 | Siege |
| Datum    | Rennen                                                          | Staat      | Klasse | Siegerin              |       |
| -------- | --------------------------------------------------------------- | ---------- | ------ | --------------------- | ----- |
| 10. Jan. | Australische Meisterschaften, Einzelzeitfahren der Frauen       | Australien | CN     | Grace Brown           |       |
| 17. Jan. | Women's Tour Down Under, Gesamtwertung                          | Australien | 2.WWT  | Grace Brown           |       |
| 17. Jan. | Women's Tour Down Under, 3. Etappe                              | Australien | 2.WWT  | Grace Brown           |       |
| 28. Jan. | Cadel Evans Great Ocean Road Race                               | Australien | 1.WWT  | Loes Adegeest         |       |
| 17. Mär. | Tour de Normandie Féminin, 1. Etappe                            | Frankreich | 2.1    | Gladys Verhulst-Wild  |       |
| 16. Apr. | Grand Prix de Chambéry                                          | Frankreich | 1.1    | Victorie Guilman      |       |
| 6. Mai   | Grand Prix du Morbihan Féminin                                  | Frankreich | 1.1    | Grace Brown           |       |
| 11. Mai  | Tour de Bretagne féminin, 3. Etappe                             | Frankreich | 2.1    | Grace Brown           |       |
| 13. Mai  | Tour de Bretagne féminin, Gesamtwertung                         | Frankreich | 2.1    | Grace Brown           |       |
| 10. Jun. | Tour Féminin International des Pyrénées, 2. Etappe              | Frankreich | 2.1    | Marta Cavalli         |       |
| 11. Jun. | Tour Féminin International des Pyrénées, Gesamtwertung          | Frankreich | 2.1    | Marta Cavalli         |       |
| 24. Jun. | Schwedische Meisterschaften, Straßenrennen der Frauen           | Schweden   | CN     | Emilia Fahlin         |       |
| 24. Aug. | Tour of Scandinavia, 2. Etappe                                  | Norwegen   | 2.WWT  | Cecilie Uttrup Ludwig |       |
| 26. Aug. | Tour of Scandinavia, 4. Etappe                                  | Dänemark   | 2.WWT  | Grace Brown           |       |
| 27. Aug. | Tour of Scandinavia, 5. Etappe                                  | Dänemark   | 2.WWT  | Cecilie Uttrup Ludwig |       |
| 9. Sep.  | Tour Cycliste Féminin International de l’Ardèche, 5. Etappe     | Frankreich | 2.1    | Marta Cavalli         |       |
| 11. Sep. | Tour Cycliste Féminin International de l’Ardèche, Gesamtwertung | Frankreich | 2.1    | Marta Cavalli         |       |
| 30. Sep. | Giro dell’Emilia Donne                                          | Italien    | 1.Pro  | Cecilie Uttrup Ludwig |       |

## UCI-Weltranglisten-Platzierungen
| UCI-Ranking | UCI-Ranking           | UCI-Ranking | UCI-Ranking |
| Fahrerin    | Fahrerin              | Land        | Punkte      |
| ----------- | --------------------- | ----------- | ----------- |
| 7.          | Cecilie Uttrup Ludwig | Dänemark    | 2202 P.     |
| 16.         | Grace Brown           | Australien  | 1760 P.     |
| 32.         | Évita Muzic           | Frankreich  | 1067.57 P.  |
| 38.         | Loes Adegeest         | Niederlande | 929.9 P.    |
| 46.         | Marta Cavalli         | Italien     | 799.57 P.   |
| 48.         | Vittoria Guazzini     | Italien     | 770.33 P.   |
| 100.        | Eugénie Duval         | Frankreich  | 351 P.      |
| 115.        | Victorie Guilman      | Frankreich  | 319 P.      |
| 122.        | Clara Copponi         | Frankreich  | 303.57 P.   |
| 128.        | Emilia Fahlin         | Schweden    | 297 P.      |
| 163.        | Jade Wiel             | Frankreich  | 229.57 P.   |
| 165.        | Gladys Verhulst-Wild  | Frankreich  | 227.57 P.   |
| 261.        | Marie Le Net          | Frankreich  | 134.57 P.   |
| 373.        | Maëlle Grossetête     | Frankreich  | 84 P.       |
| 454.        | Stine Borgli          | Norwegen    | 61 P.       |